# Megaphobema velvetosoma
Megaphobema velvetosoma är en spindelart som beskrevs av Schmidt 1995. Megaphobema velvetosoma ingår i släktet Megaphobema och familjen fågelspindlar.
Artens utbredningsområde är Ecuador. Inga underarter finns listade i Catalogue of Life.